# Konica Minolta
Konica Minolta Holdings, Inc. (コニカミノルタホールディングス Konika Minoruta Hōrudingusu)
là một tập đoàn của Nhật Bản chuyên sản xuất thiết bị văn phòng, thiết bị chẩn đoán hình ảnh, thiết bị đồ họa, thiết bị quang học, và thiết bị đo.
Công ty này hoạt động trên toàn thế giới và có các trụ sở khu vực tại:
- Châu Mỹ (New Jersey, Ramsey, Mỹ).
- Châu Âu (Lower Saxony, Langenhagen, Đức)
- Châu Á Thái Bình Dương (Kantō, Tokyo, Nhật)

Năm 2005, Konica Minolta bán lại bộ phận sản xuất máy ảnh của mình cho Sony để tập trung vào các sản phẩm quang khác như máy in, máy photocopy, máy đa chức năng (MFP) fax...
Triết lý lãnh đạo: Tạo nên giá trị mới
Biểu tượng: đại diện cho Trái Đất. Biểu tượng "toàn cầu" thể hiện tư tưởng mở rộng đến vô tận của Konica Minolta và mang đến giá trị mới cho khách hàng trên toàn thế giới
Thông điệp của tập đoàn: "The essentials of imaging". Thông điệp này thể hiện ước muốn được khách hàng nhận biết như một công ty tối cần thiết, bởi khả năng cung cấp các giải pháp, dịch vụ, sản phẩm thiết yếu trong thế giới hình ảnh